# Norra Lagnö
Norra Lagnö is een plaats in de gemeente Värmdö in het landschap Uppland en de provincie Stockholms län in Zweden. De plaats heeft 317 inwoners (2005) en een oppervlakte van 82 hectare.
Norra Lagnö ligt op een schiereiland in de Stockholmse archipel ongeveer twee kilometer hemelsbreed ten noorden van Gustavsberg en 20 kilometer ten oosten van het centrum van Stockholm. Vanaf het schiereiland gaat de veerdienst naar het eiland van Tynningö; Norra Lagnö is per openbaar vervoer met de bus vanuit Gustavsberg. De plaats beschikt over een school, kleuterschool en sport- en vrijetijdscomplex bekend onder de naam Antistilla.
De eerste tekenen van bebouwing dateren van circa 1700. Het oudste nog bestaande gebouw is de Lagnö Gård ofwel Lagnöboerderij en is uit de jaren 1850 en centraal gelegen in het gebied. Vandaag de dag zijn er ongeveer 180 woningen, waarvan er ongeveer 130 permanente bewoond zijn. Norra Lagnö is vanaf begin 1900 een "zomer-resort" voor mensen uit Stockholm.
De belangen van Norra Lagnö, natuur, erfgoed, lokale milieu en haar bewoners worden behartigd door het Norra Lagnö Skeppslag. Lidmaatschap van deze "belangenstichting" is vrijwillig maar de meeste huishoudens van Norra Lagnö en omliggende eilanden zijn aangesloten. De kosten zijn 200 SEK per familie (2011).